# ریکتزیا کوئینتانا
ریکتزیا کوئینتانا (نام علمی: Bartonella quintana) نام یک گونه از رده آلفاپروتئوباکتریا است.